# 장쩌자
장쩌자(江澤佳, 1920년 11월 3일 ~ 2013년 11월 10일)는 중화인민공화국의 물리학자 겸 대학 교수를 지낸 정치인이다.

## 주요 이력
중국과학기술대학 교수를 거쳐 충칭 대학에서 교수와 총장 등을 지냈고 이후 1986년 12월에서 이후 2013년 11월 13일을 기하여 별세할 때까지 중국공산당 이공과학교육행정특임고문을 지냈다. 물리학자 구러관 前 교수는 그의 충칭 대학교 후배이기도 하다.

## 학력
- 1944년: 중화민국 충칭 대학 물리학과 학사
- 1948년: 캐나다 맥길 대학교 대학원 물리학과 이학석사
- 1951년: 캐나다 맥길 대학교 대학원 물리학과 이학박사